# Prince of the Himalayas
Prince of the Himalayas (Chinees: Ximalaya wangzi) is een Chinese film uit 2006 van regisseur Sherwood Hu. De film heeft sfeerkenmerken van Shakespeares Hamlet.

## Verhaal
In het koninkrijk Jiabo in het oude Tibet overlijdt Prins Lhamoklodans vader een mysterieuze dood. Lhamoklodan wil weten wat er gebeurd is en bij terugkeer merkt hij op dat zijn moeder, koningin Nanm, overhaast al getrouwd is met zijn oom Kulo-ngam. Hij zweert de waarheid te willen achterhalen en raakt verstrikt in de liefde voor Odsaluyan en nieuwe onthullingen die zijn moeder hem doet over zijn ware identiteit. Een nieuwe koning is geboren die strijdt om deze onder ogen te zien en vecht tegen demonen.

## Rolverdeling
| Acteur      | Personage          |
| ----------- | ------------------ |
| Purba Rgyal | Prince Lhamoklodan |
| Dobrgyal    | Kulo-ngam          |
| Zomskyid    | Nanm               |